# Theriodes
Genre
Theriodes est un genre de poissons téléostéens de la famille des Cobitidae et de l'ordre des Cypriniformes. Le genre Theriodes est monotypique, c'est-à-dire qu'il n'est composé que d'une seule espèce, Theriodes sandakanensis.

## Liste des espèces
Selon FishBase (07 juillet 2015) :
- Theriodes sandakanensis (Inger & Chin, 1962)